# フニテル

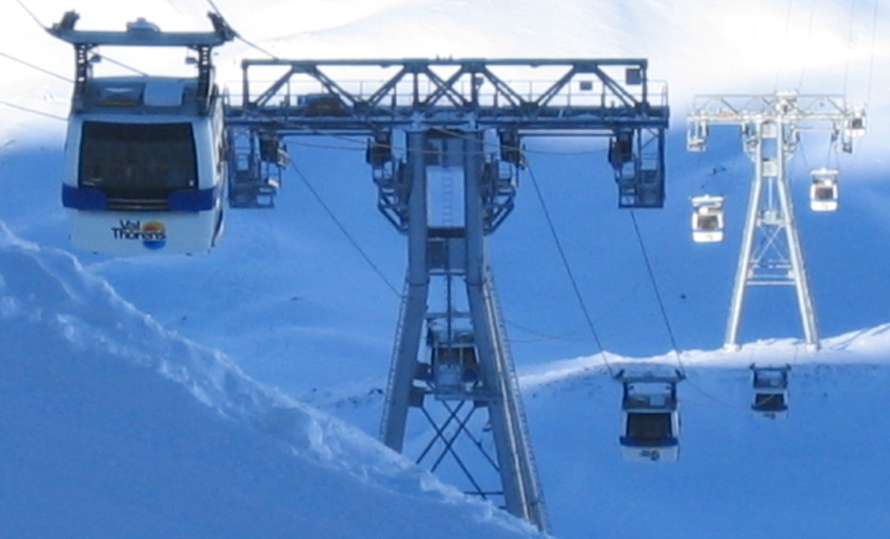
Val Thorensにあるフニテル（フランス、サヴォワ県）

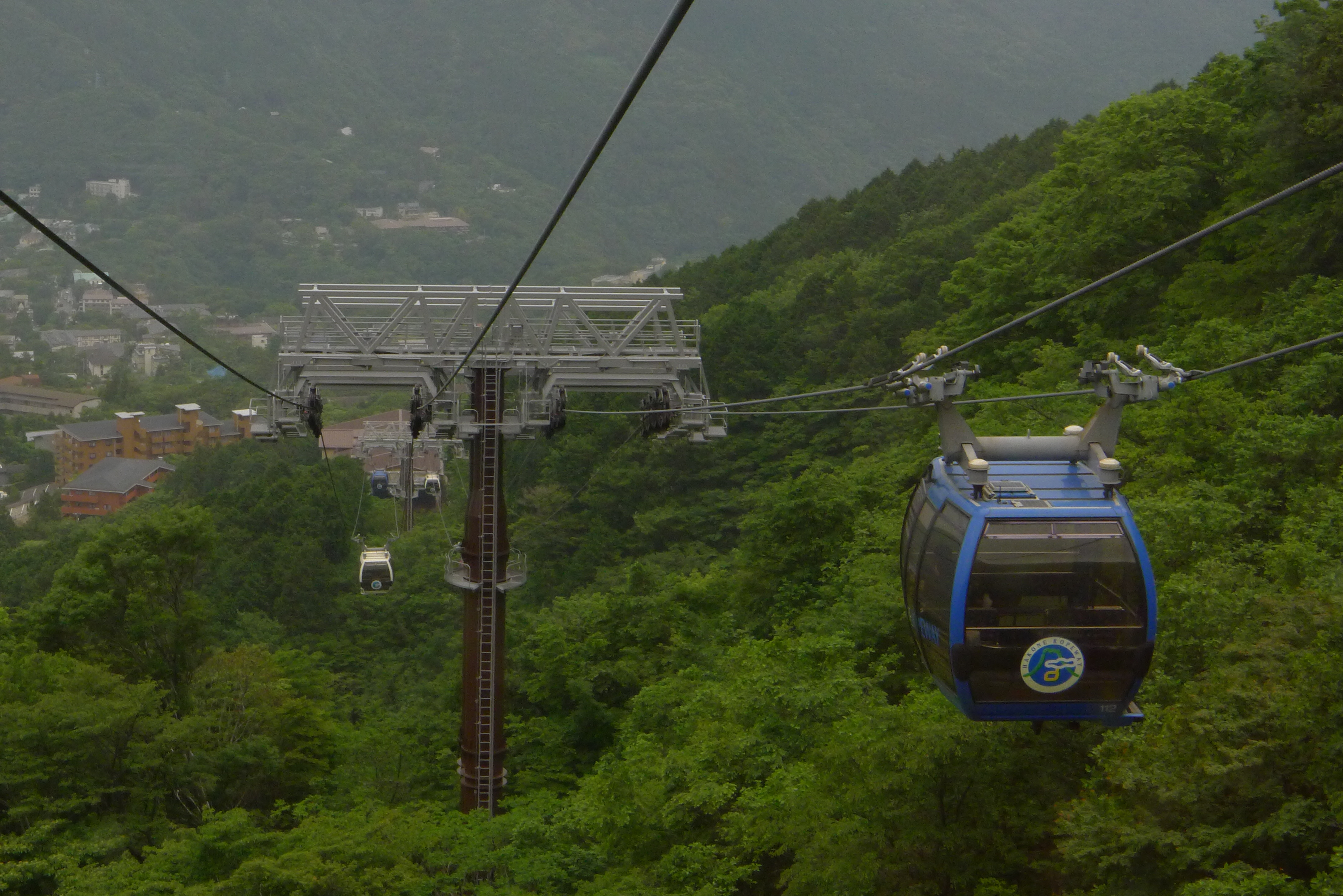
日本におけるフニテルの例（箱根ロープウェイ）

フニテル（Funitel）とは索道の一種で、二本の支曳索（ロープ）を片側二条になるよう敷設した複式単線（DLM：Double Loop Mono-cable）方式のうち、支曳索の間隔がゴンドラの幅よりも広いものの愛称である。

## 概要
複式単線自動循環式と複式単線交走式とがあり、主に前者が従来のロープウェイやゴンドラリフトに代わり、1990年代以降世界中の観光地に普及している。
フニテルはフランス語のFuniculaire（鋼索鉄道）とTeleferiqueあるいはTelepherique（架空索道）との造語である。
搬器は約30人分の乗客収容スペースを持ち、3Sロープウェイで使用されるものと共通となっている。

## 沿革
- 1999年（平成11年）4月1日 - 日本初のフニテル採用路線として箸蔵山ロープウェイが運行開始。
- 2002年（平成14年）6月1日 - 箱根ロープウェイ早雲山駅 - 大涌谷駅間フニテルの運行を開始[3][4][5]
- 2003年（平成15年） - 12月、蔵王ロープウェイに日本のスキー場で初めて架設（山麓線 1,734m ・山頂線 1,872m ）[6]。
- 2005年（平成17年）9月13日 - 谷川岳ロープウェイで運行開始[7]。
- 2007年（平成19年）6月1日 - 箱根ロープウェイ大涌谷駅 - 桃源台駅間フニテルの運行を開始。